# 厚皮香科
厚皮香科共有2属约103种，分布于中南美洲、东亚和东南亚，直到澳洲东北。中国有2属约30种，主要分布在南方各地。
本科植物为灌木或乔木，叶螺旋排列，有黑点，簇生枝顶，全缘；花两性，单生于叶腋内；花瓣5数，果实为蒴果。

## 属
- 茶梨属 Anneslea - 约6种，生长在印度、马来西亚至中国西南部；
- 厚皮香属 Ternstroemia - 约100种，分布于中美洲、南美洲、东亚、东南亚至澳洲东北

1981年的克朗奎斯特分类法将其列入山茶科，1998年根据基因亲缘关系分类的APG 分类法认为应该单独分出一个科，2003年经过修订的APG II 分类法认为本科可以选择性地与五列木科合并。